# ستيوارت باكستر
ستيوارت باكستر (Stuart William Baxter) (16 أغسطس 1953 في ولفرهامبتن في المملكة المتحدة – )؛ هو لاعب كرة قدم سابق كان يلعب كلاعب وسط.

## وصلات خارجية
- ستيوارت باكستر على موقع اتحاد تركيا (مدرب) (الإنجليزية)
- ستيوارت باكستر على موقع قاعدة بيانات كرة القدم.إي يو (الإنجليزية)
- ستيوارت باكستر على موقع Soccerway.com (الإنجليزية)
- ستيوارت باكستر على موقع عالم كرة القدم.نت (الإنجليزية)

- J.League Data Site (باليابانية)